# オール・ウィ・ノウ・イズ・フォーリング
『オール・ウィ・ノウ・イズ・フォーリング』（All We Know Is Falling）は、パラモアのデビューアルバム。2005年7月27日にリリース。

## 概要
- 日本盤はワーナーミュージック・ジャパンより2009年6月24日にリリースされた。ボーナス・トラックとして「Oh Star」が収録されている。
- 本作のレコーディング開始直前に、元々のベーシストであるジェレミーがバンドを突如離脱しており、代役としてジョン・ヘンブリーがベースを担当している。1曲目のAll We Knowは離脱したジェレミーに向けて作られた曲であり、アルバムタイトルにも付けられている。なお、ジェレミーはアルバムリリース後にバンドに復帰している。

## 収録曲
1. All We Know (3:13)
アルバムからの3rdシングル。2007年2月26日にリリース。
2. Pressure (3:05)
アルバムからの1stシングル。2005年7月31日にリリース。
3. Emergency (4:00)
アルバムからの2ndシングル。2006年10月21日にリリース。
4. Brighter (3:43)
5. Here We Go Again (3:46)
6. Never Let This Go (3:40)
7. Whoa (3:21)
8. Conspiracy (3:42)
9. Franklin (3:18)
10. My Heart (3:59)

ボーナス・トラック（日本盤）
1. Oh Star (3:47)